# Doom Eternal
Doom Eternal је најављена пуцачка игра из првог лица. Прави је Id Software, а објављује Bethesda Softworks. Она је пета главна игрица Doom франшизе и директан наставак Doom (2016). Предвиђен датум објављивања је 20. март 2020. за Microsoft Windows, PlayStation 4, Stadia, и Xbox One, док је верзија за Nintendo Switch планирана за каснији датум.

## Игра
Играчи поново преузимају улогу Doomguy-a, прастарог ратника који се суочава с демонским силама Пакла, из првог лица. Игра, као и њен претходник, ставља акценат на агресивну борбу и обрачунавање с непријатељима како би се дошло до здравља, оклопа и муниције. Играчу су доступне различите пушке, као што су борбена двоцевка, Супер двоцевка, тешки топ, бацач ракета, плазма пушка, BFG 9000, и балиста. Хладна оружја се такође могу користити - доступни су моторна тестера, ручни бајонет, али и енергетска оштрица која се назива Crucible Sword. Бајонет омогућава велику разноврсност приликом извршавања брзих и насилних убистава по којима је Doom франшиза позната. Супер двоцевка сада има "куку за месо" која омогућава играчу да се закачи за непријатеља и брзо му се приближи. Она функционише као кука за качење како током борбе, тако и током кретања. Нови испаљивач опреме омогућава да се испаљују обичне и ледене гранате, а такође је опремљен и бацачем пламена који спаљивањем непријатеља обезбеђује оклоп за играча. Нови начини кретања су пењање по зидовима, јуришање (dashing), као и пењање и љуљање на шипкама.
У демо верзији која је овјављена у јануару 2020. нови механизми су такође откривени. У њих спадају захтевни изазови за играча (Slayer Challenges), додатни ресурси за надоградњу као што су Кристали чувара, али и могућност да се преузме контрола над неким демонима.
Креативни директор Хуго Мартин је изјавио да ће бити дупло више врста демона него у претходној игри. Има нових непријатеља, као што су Пљачкаш и Ловац ужаса, док се други, као што су Душа бола, Арахнотрон и Надзло, поново враћају у франшизу из ранијих игара. Нови систем који се назива "Уништиви демони" омогућава да се тела демона постепено уништавају и распадају током борбе док примају паљбу. Овај систем омогућава да се одређени делови тела демона униште како би се отклонила њихова могућност да користе моћне нападе. Такође се појављује систем живота, Тогом игре, играчи могу скупљати животе који личе на зелене кациге, а налазе се разбацани по окружењу. Када играч погине у борби, оживеће на месту своје смрти уколико има још живота, а у супротном оживљава на најближој контролној тачки.
Игра ће имати више асиметричних модова за више играча, као што је "Борбени мод". У овом "два на један" моду у више рунди се суочавају пар играча који играју као демони и један потпуно опремљен играч - Кланичар. Кад игрица буде објављена, биће пет демона које играчи могу да изаберу за игру, али се планира да их се још дода у каснијим бесплатним ажурирањима. Ових пет демона су: Пљачкаш, Манкубус, Душа Бола, Повратник и Надзло. Осим уобичајених способности, сваки демон има и "круг призивања" који нуди још четири способности. Они варирају од просторних ефеката до призивања других моћних демона. Други мод, назван "Инвазија" омогућава играчима да се као демони појаве у соло кампањама других играча. Овај се мод може искључити ако желимо да играмо игру потпуно сами.
У игри је новост централна зона која се назива "Тврђавом ужаса", која се може посећивати између мисија. Она садржи закључану опрему и надоградње.

## Прича
Две године након догађаја претходне игре, Земљу су напале демонске силе. Кланичар демона (играч) долази на Земљу да сачува људску расу од истребљења.

## Прављење
Bethesda Softworks је најавила игру на Е3 2018, а први снимци игре су откривени на QuakeCon-y. Игра ће бити пуштена у продају за Microsoft Windows, PlayStation 4, Nintendo Switch и Xbox One. Игру прави Id Software, али Nintendo Switch верзију прави Panic Button.
Тим је настојао да универзум игре учини већим и детаљнијим, укључујући "Пакао на Земљи" који играчи могу истражити. За разлику од претходника, неће бити аутсорсинга дела игре за више играча - ово искуство ће се учинити "друштвенијим" и повезаним са соло кампањом. Прављење нивоа је избачено из игрице у корист преусмерења рада на додатни садржај. Ранији план је био да игрица буде објављена 22. новембра 2019, али је то одложено за 20. март наредне године.
Естетски, игра личи на старије игре из франшизе, с тим што су демони редизајнирани у односу на претходну игру, како би сличност са старијим насловима била већа. Игрица садржи опцију да се оружје налази у центру екрана, што је одлика првих Doom игара.